# Ludvig Harboe
Ludvig Harboe (Broager, 16 agosto 1709 – 15 giugno 1783) è stato un teologo e vescovo luterano danese.

## Biografia
Harboe nacque a Broager, nel comune di Sønderborg in Danimarca. Venne educato principalmente in Germania, dove si trasferì per due anni. In seguito studiò all'Università di Rostock, di Wittenberg e di Jena, tornando a casa a Broager nel 1732. Nel 1738 divenne parroco a Garnisonskirken, e nel 1739 ai Kastelskirken, due chiese a Copenaghen.
Nel 1741 Harboe venne mandato in Islanda per conto della Chiesa di Danimarca. Si impegnò in alcune importanti riforme e nel 1743 venne segnalato per la posizione di vescovo della Diocesi di Nidaros (all'epoca Diocesi di Trondheim). Dopo essere tornato a Copenaghen nel 1745 venne consacrato vescovo e subito partì per Trondheim, la sede della sua nuova diocesi. Arrivò lì il 1º luglio 1746 e servì in quella comunità per più di due anni prima di abbandonare tale incarico per tornare a Copenaghen.
Dopo essere tornato nella capitale danese, nel 1748, Harboe sposò Frederikke Louise Hersleb (1720-1780), la figlia di Peder Hersleb, il vescovo della Diocesi di Selandia. In seguito lavorò per il suo nuovo suocero, e quando questi morì nel 1757, egli venne segnalato per prendere il suo posto. Harboe servì in quella comunità fino alla sua morte nel 1783.